# Mistrzostwa Świata w Hokeju na Lodzie 2017 (II Dywizja)
Mistrzostwa Świata w Hokeju na Lodzie II dywizji 2017 zostały rozegrane w grupach A i B w dniach 3–10 kwietnia.
Tak jak w Dywizji I uczestniczyło 12 zespołów, które zostały podzielone na dwie grupy po 6 zespołów. Zgodnie z formatem zawody Dywizji II odbyły się w dwóch grupach: Grupa A w rumuńskim Gałaczu, zaś grupa B w Nowozelandzkim, Auckland. Reprezentacje grały systemem każdy z każdym. Pierwsza drużyna grupy A awansowała do mistrzostw świata dywizji I gr. B w 2018 roku, ostatni zespół Grupy A został zdegradowany i w 2018 roku grał w Grupie B. Jego miejsce rok później zajął zwycięzca turnieju w Grupie B. Najsłabsza drużyna Grupy B spadła do Dywizji III.
Hale, w której rozegrane były zawody:
- Galați Skating Rink, Gałacz
- Paradice Botany Downs, Auckland.

## Grupa A
Mecze
| 3 kwietnia 2017 | Australia | 4:3 pd. | Serbia | Galați Skating Rink, Gałacz |

| Szczegóły      | Szczegóły                                                                        | Szczegóły            | Szczegóły                                                               | Szczegóły                                                                                           |
| -------------- | -------------------------------------------------------------------------------- | -------------------- | ----------------------------------------------------------------------- | --------------------------------------------------------------------------------------------------- |
| Godzina: 13:00 | W. Darge (EQ) 07:28 T. Powell (EQ) 41:20 J. Rezek (PP) 41:55 J. Rezek (PP) 61:17 | (1:1, 0:1, 2:1, 1:0) | 14:47 (PP2) A. Luković 31:33 (EQ) M. Milovanović 55:26 (EQ) M. Sretoviċ | Widzów: 250 Sędzia główny: Ramon Sterkens Sędziowie liniowi: Levente-Szilard Siko Władimir Jefremow |
| Godzina: 13:00 | 16 min. kar                                                                      |                      | 10 min. kar                                                             | Widzów: 250 Sędzia główny: Ramon Sterkens Sędziowie liniowi: Levente-Szilard Siko Władimir Jefremow |

| 3 kwietnia 2017 | Hiszpania | 2:3 | Islandia | Galați Skating Rink, Gałacz |

| Szczegóły      | Szczegóły                                    | Szczegóły       | Szczegóły                                                        | Szczegóły                                                                             |
| -------------- | -------------------------------------------- | --------------- | ---------------------------------------------------------------- | ------------------------------------------------------------------------------------- |
| Godzina: 16:30 | O. Boronat (EQ) 04:48 G. González (PP) 37:09 | (1:2, 1:1, 0:0) | 00:07 (EQ) P. Maack 07:20 (PP) J. Leifsson 38:59 (EQ) R. Pålsson | Widzów: 190 Sędzia główny: Aaro Brannare Sędziowie liniowi: Markus Eberl István Máthé |
| Godzina: 16:30 | 4 min. kar                                   |                 | 12 min. kar                                                      | Widzów: 190 Sędzia główny: Aaro Brannare Sędziowie liniowi: Markus Eberl István Máthé |

| 3 kwietnia 2017 | Belgia | 1:9 | Rumunia | Galați Skating Rink, Gałacz |

| Szczegóły      | Szczegóły            | Szczegóły       | Szczegóły | Szczegóły                                                                                       |
| -------------- | -------------------- | --------------- | --- | ----------------------------------------------------------------------------------------------- |
| Godzina: 20:00 | J. Paulus (EQ) 05:29 | (1:2, 0:3, 0:4) | 11:23 (EQ) E. Mihály 19:42 (EQ) E. Mihály 23:11 (PP) E. Mihály 27:40 (PP) A. Irimia 34:34 (EQ) E. Mihály 43:17 (EQ) C. Fodor 47:30 (EQ) E. Mihály 54:36 (EQ) A. Sallo 58:21 (EQ) F. Bocu | Widzów: 2230 Sędzia główny: Andrej Szrubok Sędziowie liniowi: Lodewyk Beelen Stian Losneslokken |
| Godzina: 20:00 | 12 min. kar          |                 | 4 min. kar | Widzów: 2230 Sędzia główny: Andrej Szrubok Sędziowie liniowi: Lodewyk Beelen Stian Losneslokken |

| 4 kwietnia 2017 | Islandia | 2:3 | Australia | Galați Skating Rink, Gałacz |

| Szczegóły      | Szczegóły                                    | Szczegóły       | Szczegóły                                                          | Szczegóły                                                                             |
| -------------- | -------------------------------------------- | --------------- | ------------------------------------------------------------------ | ------------------------------------------------------------------------------------- |
| Godzina: 13:00 | Ó. Björnsson (EQ) 32:44 S. Igason (PP) 36:50 | (0:1, 2:1, 0:1) | 14:23 (PP) J. Woodman 30:39 (EQ) W. Darge 43:00 (PP) P. Baranzelli | Widzów: 250 Sędzia główny: Aaro Brannare Sędziowie liniowi: Benas Jakšys István Máthé |
| Godzina: 13:00 | 14 min. kar                                  |                 | 16 min. kar                                                        | Widzów: 250 Sędzia główny: Aaro Brannare Sędziowie liniowi: Benas Jakšys István Máthé |

| 4 kwietnia 2017 | Hiszpania | 3:5 | Belgia | Galați Skating Rink, Gałacz |

| Szczegóły      | Szczegóły                                                  | Szczegóły       | Szczegóły | Szczegóły                                                                                        |
| -------------- | ---------------------------------------------------------- | --------------- | --- | ------------------------------------------------------------------------------------------------ |
| Godzina: 16:30 | O. Rubio (EQ) 52:51 Puyuelo (PP) 57:58 J. Brabo (SH) 59:58 | (0:1, 0:2, 3:2) | 07:46 (EQ) B. Kolodziejczyk 21:26 (EQ) B. Kolodziejczyk 25:06 (SH) M. Morgan 41:07 (PP) M. Distate 56:53 (PP) A. Bremer | Widzów: 210 Sędzia główny: Andrea Moschen Sędziowie liniowi: Lodewyk Beelen Levente-Szilard Siko |
| Godzina: 16:30 | 20 min. kar                                                |                 | 24 min. kar | Widzów: 210 Sędzia główny: Andrea Moschen Sędziowie liniowi: Lodewyk Beelen Levente-Szilard Siko |

| 4 kwietnia 2017 | Rumunia | 4:1 | Serbia | Galați Skating Rink, Gałacz |

| Szczegóły      | Szczegóły                                                                        | Szczegóły       | Szczegóły               | Szczegóły                                                                                    |
| -------------- | -------------------------------------------------------------------------------- | --------------- | ----------------------- | -------------------------------------------------------------------------------------------- |
| Godzina: 20:00 | Flinta (EQ) 06:47 M. Georgescu(EQ) 16:05 M. Bíró (EQ) 40:37 B. Flinta (EQ) 44:24 | (2:0, 0:1, 2:0) | 36:10 (EQ) D. Filipović | Widzów: 2100 Sędzia główny: Ramon Sterkens Sędziowie liniowi: Markus Eberl Władimir Jefremow |
| Godzina: 20:00 | 12 min. kar                                                                      |                 | 18 min. kar             | Widzów: 2100 Sędzia główny: Ramon Sterkens Sędziowie liniowi: Markus Eberl Władimir Jefremow |

| 6 kwietnia 2017 | Belgia | 2:9 | Serbia | Galați Skating Rink, Gałacz |

| Szczegóły      | Szczegóły                                        | Szczegóły       | Szczegóły | Szczegóły                                                                                      |
| -------------- | ------------------------------------------------ | --------------- | --- | ---------------------------------------------------------------------------------------------- |
| Godzina: 13:00 | J. Paulus (PP) 16:18 B. Kolodziejczyk (EQ) 50:04 | (1:2, 0:2, 1:5) | 01:07 (EQ) M. Sretović 07:25 (EQ) P. Popravko 23:55 (EQ) M. Đumić 28:29 (PP) N. Vučurević 41:09 (EQ) N. Vučurević 44:02 (EQ) R. Sabados 53:13 (PP) A. Luković 54:44 (EQ) P. Ogrizović 59:22 (SH) M. Sretović | Widzów: 100 Sędzia główny: Andrej Szrubok Sędziowie liniowi: István Máthé Levente-Szilard Siko |
| Godzina: 13:00 | 8 min. kar                                       |                 | 10 min. kar | Widzów: 100 Sędzia główny: Andrej Szrubok Sędziowie liniowi: István Máthé Levente-Szilard Siko |

| 6 kwietnia 2017 | Hiszpania | 3:5 | Australia | Galați Skating Rink, Gałacz |

| Szczegóły      | Szczegóły                                                           | Szczegóły       | Szczegóły                                                                                                   | Szczegóły                                                                                         |
| -------------- | ------------------------------------------------------------------- | --------------- | --- | ------------------------------------------------------------------------------------------------- |
| Godzina: 16:30 | A. Carbonell (PP) 04:31 A. Carbonell (PP) 50:59 O. Rubio (PP) 58:32 | (1:2, 0:1, 2:2) | 00:44 (EQ) J. Rezek 06:52 (EQ) B. Taylor 21:59 (PP) P. Baranzelli 40:24 (EQ) J. Rezek 59:11 (ENG) B. Taylor | Widzów: 300 Sędzia główny: Ramon Sterkens Sędziowie liniowi: Stian Losneslokken Władimir Jefremow |
| Godzina: 16:30 | 6 min. kar                                                          |                 | 14 min. kar                                                                                                 | Widzów: 300 Sędzia główny: Ramon Sterkens Sędziowie liniowi: Stian Losneslokken Władimir Jefremow |

| 6 kwietnia 2017 | Rumunia | 0:2 | Islandia | Galați Skating Rink, Gałacz |

| Szczegóły      | Szczegóły  | Szczegóły       | Szczegóły                                        | Szczegóły                                                                                 |
| -------------- | ---------- | --------------- | ------------------------------------------------ | ----------------------------------------------------------------------------------------- |
| Godzina: 20:00 |            | (0:0, 0:1, 0:1) | 25:27 (EQ) K. Kristinsson 54:07 (EQ) A. Knútsson | Widzów: 2600 Sędzia główny: Andrea Moschen Sędziowie liniowi: Lodewyk Beelen Benas Jakšys |
| Godzina: 20:00 | 8 min. kar |                 | 16 min. kar                                      | Widzów: 2600 Sędzia główny: Andrea Moschen Sędziowie liniowi: Lodewyk Beelen Benas Jakšys |

| 7 kwietnia 2017 | Serbia | 4:5 pd. | Hiszpania | Galați Skating Rink, Gałacz |

| Szczegóły      | Szczegóły                                                                                     | Szczegóły            | Szczegóły | Szczegóły                                                                                |
| -------------- | --------------------------------------------------------------------------------------------- | -------------------- | --- | ---------------------------------------------------------------------------------------- |
| Godzina: 13:00 | M. Đumić (EQ) 22:14 P. Ogrizović (EQ) 39:14 D. Filipović (EQ) 44:58 M. Milovanović (EQ) 55:44 | (0:3, 2:1, 2:0, 0:1) | 04:59 (EQ) G. Betran 13:26 (EQ) B. Baldris 18:56 (EQ) O. Boronat 29:11 (PP) P. Fuentes 63:15 (EQ) G. González | Widzów: 130 Sędzia główny: Andrea Moschen Sędziowie liniowi: Lodewyk Beelen Markus Eberl |
| Godzina: 13:00 | 22 min. kar                                                                                   |                      | 6 min. kar | Widzów: 130 Sędzia główny: Andrea Moschen Sędziowie liniowi: Lodewyk Beelen Markus Eberl |

| 7 kwietnia 2017 | Islandia | 3:9 | Belgia | Galați Skating Rink, Gałacz |

| Szczegóły      | Szczegóły                                                           | Szczegóły       | Szczegóły | Szczegóły                                                                                   |
| -------------- | ------------------------------------------------------------------- | --------------- | --- | ------------------------------------------------------------------------------------------- |
| Godzina: 16:30 | R. Hedström (EQ) 17:37 A. Mikaelsson (PP) 25:50 P. Maack (EQ) 26:24 | (1:3, 2:4, 0:2) | 04:03 (EQ) V. Morgan 09:21 (PP) F. Neven 15:17 (SH) M. Morgan 27:31 (EQ) B. Van den Bogaert 31:46 (PP) M. Pellegrims 34:58 (EQ) V. Morgan 35:21 (EQ) Y. De Smet 44:01 (PS) Y. De Smet 55:14 (EQ) V. Morgan | Widzów: 200 Sędzia główny: Andrej Szrubok Sędziowie liniowi: Benas Jakšys Władimir Jefremow |
| Godzina: 16:30 | 16 min. kar                                                         |                 | 14 min. kar | Widzów: 200 Sędzia główny: Andrej Szrubok Sędziowie liniowi: Benas Jakšys Władimir Jefremow |

| 7 kwietnia 2017 | Australia | 1:5 | Rumunia | Galați Skating Rink, Gałacz |

| Szczegóły      | Szczegóły           | Szczegóły       | Szczegóły                                                                                          | Szczegóły                                                                                    |
| -------------- | ------------------- | --------------- | -------------------------------------------------------------------------------------------------- | -------------------------------------------------------------------------------------------- |
| Godzina: 20:00 | J. Rezek (PP) 17:14 | (1:1, 0:2, 0:2) | 17:44 (EQ) S. Rokaly 28:36 (EQ) I. Nagy 37:35 (PP) M. Bíró 51:11 (PP)E. Mihály 56:29 (EQ) C. Fodor | Widzów: 2 800 Sędzia główny: Aaro Brannare Sędziowie liniowi: Benas Jakšys Władimir Jefremow |
| Godzina: 20:00 | 43 min. kar         |                 | 39 min. kar                                                                                        | Widzów: 2 800 Sędzia główny: Aaro Brannare Sędziowie liniowi: Benas Jakšys Władimir Jefremow |

| 9 kwietnia 2017 | Belgia | 0:3 | Australia | Galați Skating Rink, Gałacz |

| Szczegóły      | Szczegóły  | Szczegóły       | Szczegóły                                               | Szczegóły                                                                                    |
| -------------- | ---------- | --------------- | ------------------------------------------------------- | -------------------------------------------------------------------------------------------- |
| Godzina: 13:00 |            | (0:1, 0:1, 0:1) | 15:51 (EQ) C. Todd 22:27 (EQ) C.Wong 45:42 (EQ) C. Todd | Widzów: 150 Sędzia główny: Andrej Szrubok Sędziowie liniowi: Stian Losneslokken István Máthé |
| Godzina: 13:00 | 4 min. kar |                 | 4 min. kar                                              | Widzów: 150 Sędzia główny: Andrej Szrubok Sędziowie liniowi: Stian Losneslokken István Máthé |

| 9 kwietnia 2017 | Serbia | 6:0 | Islandia | Galați Skating Rink, Gałacz |

| Szczegóły      | Szczegóły | Szczegóły       | Szczegóły   | Szczegóły                                                                                      |
| -------------- | --- | --------------- | ----------- | ---------------------------------------------------------------------------------------------- |
| Godzina: 16:30 | N. Vučurević (EQ) 03:51 M. Brkušanin (EQ) 13:55 N. Vučurević (EQ) 16:04 M. Brkušanin (EQ) 26:07 M. Brkušanin (EQ) 34:16 N. Vučurević (EQ) 40:55 | (3:0, 2:0, 1:0) |             | Widzów: 200 Sędzia główny: Andrea Moschen Sędziowie liniowi: Markus Eberl Levente-Szilard Siko |
| Godzina: 16:30 | 6 min. kar |                 | 12 min. kar | Widzów: 200 Sędzia główny: Andrea Moschen Sędziowie liniowi: Markus Eberl Levente-Szilard Siko |

| 9 kwietnia 2017 | Rumunia | 6:0 | Hiszpania | Galați Skating Rink, Gałacz |

| Szczegóły      | Szczegóły | Szczegóły       | Szczegóły  | Szczegóły                                                                                 |
| -------------- | --- | --------------- | ---------- | ----------------------------------------------------------------------------------------- |
| Godzina: 20:00 | S. Rokaly (EQ) 16:05 O. Bíró (EQ) 22:24 E. Mihály (EQ) 32:52 E. Mihály (EQ) 43:29 A. Irimia (EQ) 43:45 H. Bors (PP) 57:20 | (1:0, 2:0, 3:0) |            | Widzów: 3 200 Sędzia główny: Aaro Brannare Sędziowie liniowi: Lodewyk Beelen Benas Jakšys |
| Godzina: 20:00 | 8 min. kar |                 | 8 min. kar | Widzów: 3 200 Sędzia główny: Aaro Brannare Sędziowie liniowi: Lodewyk Beelen Benas Jakšys |

Tabela
| Lp. | Zespół    | M | Pkt | Z | Zd | Pd | P | G+ | G- | +/- |
| --- | --------- | - | --- | - | -- | -- | - | -- | -- | --- |
| 1   | Rumunia   | 5 | 12  | 4 | 0  | 0  | 1 | 24 | 5  | +19 |
| 2   | Australia | 5 | 11  | 3 | 1  | 0  | 1 | 16 | 13 | +3  |
| 3   | Serbia    | 5 | 8   | 2 | 0  | 2  | 1 | 23 | 15 | +8  |
| 4   | Belgia    | 5 | 6   | 2 | 0  | 0  | 3 | 17 | 27 | -10 |
| 5   | Islandia  | 5 | 6   | 2 | 0  | 0  | 3 | 10 | 20 | -10 |
| 6   | Hiszpania | 5 | 2   | 0 | 1  | 0  | 3 | 13 | 23 | -10 |

      = awans do I dywizji grupy B        = spadek do II dywizji grupy B
Nagrody indywidualne
Dyrektoriat turnieju wybrał trójkę najlepszych zawodników, po jednym na każdej pozycji:
- Bramkarz:  Anthony Kimlin
- Obrońca:  Dominik Crnogorac
- Napastnik:  Csanád Fodor

## Grupa B
Mecze
| 4 kwietnia 2017 | Meksyk | 5:1 | Korea Północna | Paradice Botany Downs, Auckland |

| Szczegóły      | Szczegóły | Szczegóły       | Szczegóły              | Szczegóły                                                                                    |
| -------------- | --- | --------------- | ---------------------- | -------------------------------------------------------------------------------------------- |
| Godzina: 13:00 | L.A. De la Vega (EQ) 18:52 J. Pérez (EQ) 25:47 L.A. De la Vega (EQ) 26:50 J. Pérez (EQ) 32:06 Ó. Rubio(EQ) 53:46 | (1:0, 3:1, 1:0) | 35:51 (EQ) Ri Chol-min | Widzów: 100 Sędzia główny: Scott Ferguson Sędziowie liniowi: Justin Cornell Frederic Monnaie |
| Godzina: 13:00 | 12 min. kar |                 | 4 min. kar             | Widzów: 100 Sędzia główny: Scott Ferguson Sędziowie liniowi: Justin Cornell Frederic Monnaie |

| 4 kwietnia 2017 | Izrael | 2:5 | ChRL | Paradice Botany Downs, Auckland |

| Szczegóły      | Szczegóły                                           | Szczegóły       | Szczegóły                                                                                         | Szczegóły                                                                                   |
| -------------- | --------------------------------------------------- | --------------- | ------------------------------------------------------------------------------------------------- | ------------------------------------------------------------------------------------------- |
| Godzina: 16:30 | E. Kozhevnikov (EQ) 19:40 R. Aharonovich (EQ) 39:21 | (1:2, 1:0, 0:3) | 00:53 (EQ) Xia T. 01:58 (EQ) Rudi Y. 47:24 (EQ) Zhang P. 55:39 (EQ) Zhang Z. 59:59 (ENG) Zhang H. | Widzów: 100 Sędzia główny: Gints Zviedrītis Sędziowie liniowi: Chae Young-jin Edward Howard |
| Godzina: 16:30 | 6 min. kar                                          |                 | 8 min. kar                                                                                        | Widzów: 100 Sędzia główny: Gints Zviedrītis Sędziowie liniowi: Chae Young-jin Edward Howard |

| 4 kwietnia 2017 | Turcja | 1:4 | Nowa Zelandia | Paradice Botany Downs, Auckland |

| Szczegóły      | Szczegóły           | Szczegóły       | Szczegóły                                                                              | Szczegóły                                                                                  |
| -------------- | ------------------- | --------------- | -------------------------------------------------------------------------------------- | ------------------------------------------------------------------------------------------ |
| Godzina: 20:00 | S. Semiz (EQ) 59:55 | (0:1, 0:2, 1:1) | 17:57 (EQ) P. Heyd 20:29 (EQ) J. Challis 24:58 (EQ) J. Ratcliffe 55:14 (EQ) J. Challis | Widzów: 350 Sędzia główny: Chris Deweerdt Sędziowie liniowi: Nicholas Lee Sotaro Yamaguchi |
| Godzina: 20:00 | 12 min. kar         |                 | 6 min. kar                                                                             | Widzów: 350 Sędzia główny: Chris Deweerdt Sędziowie liniowi: Nicholas Lee Sotaro Yamaguchi |

| 5 kwietnia 2017 | Meksyk | 2:6 | Izrael | Paradice Botany Downs, Auckland |

| Szczegóły      | Szczegóły                               | Szczegóły       | Szczegóły | Szczegóły                                                                                 |
| -------------- | --------------------------------------- | --------------- | --- | ----------------------------------------------------------------------------------------- |
| Godzina: 13:00 | C. Gómez (EQ) 50:27 H. Majul (EQ) 51:44 | (0:0, 0:4, 2:2) | 30:49 (PP) R. Aharonovich 32:51 (EQ) I. Spektor 33:10 (EQ) Mazour 39:13 (PP) M. Kozevnikov 52:16 (EQ) I. Spektor 55:54 (PP) D. Mazour | Widzów: 100 Sędzia główny: Kenji Kosaka Sędziowie liniowi: Chae Young-jin Tyler Haslemore |
| Godzina: 13:00 | 16 min. kar                             |                 | 12 min. kar | Widzów: 100 Sędzia główny: Kenji Kosaka Sędziowie liniowi: Chae Young-jin Tyler Haslemore |

| 5 kwietnia 2017 | Korea Północna | 11:3 | Turcja | Paradice Botany Downs, Auckland |

| Szczegóły      | Szczegóły | Szczegóły       | Szczegóły                                                   | Szczegóły                                                                                    |
| -------------- | --- | --------------- | ----------------------------------------------------------- | -------------------------------------------------------------------------------------------- |
| Godzina: 16:30 | R. Pong-il (EQ) 02:58 H. Chun-rim (EQ) 07:09 K. Hyok-ju (EQ) 07:33 A. Chol-hyok (SH) 10:30 K. Song-gun (EQ) 12:59 H. Chun-rim (PP) 18:47 R. Chol-min (PP) 25:27 K. Myong-chol (EQ) 29:04 K. Kwang-ho (EQ) 32:56 H. Chun-rim (EQ) 34:33 K. Kwang-ho (EQ) 42:15 | (6:0, 4:2, 1:1) | 27:11 (PP) Y. Halil 36:21 (EQ) S. Gümüş 49:18 (PP) Y. Halil | Widzów: 100 Sędzia główny: Gints Zviedrītis Sędziowie liniowi: Nicholas Lee Sotaro Yamaguchi |
| Godzina: 16:30 | 12 min. kar |                 | 12 min. kar                                                 | Widzów: 100 Sędzia główny: Gints Zviedrītis Sędziowie liniowi: Nicholas Lee Sotaro Yamaguchi |

| 5 kwietnia 2017 | ChRL | 5:2 | Nowa Zelandia | Paradice Botany Downs, Auckland |

| Szczegóły      | Szczegóły                                                                                    | Szczegóły       | Szczegóły                               | Szczegóły                                                                                    |
| -------------- | -------------------------------------------------------------------------------------------- | --------------- | --------------------------------------- | -------------------------------------------------------------------------------------------- |
| Godzina: 20:00 | Ji P. (PP) 18:24 Yang (PP) 27:40 Xiang X. (EQ) 47:31 Zhang P. (EQ) 50:23 Xiang X. (EN) 59:33 | (1:1, 1:1, 3:0) | 11:59 (EQ) P. Heyd 24:54 (PP) R. Ruddle | Widzów: 450 Sędzia główny: Scott Ferguson Sędziowie liniowi: Justin Cornell Frederic Monnaie |
| Godzina: 20:00 | 12 min. kar                                                                                  |                 | 10 min. kar                             | Widzów: 450 Sędzia główny: Scott Ferguson Sędziowie liniowi: Justin Cornell Frederic Monnaie |

| 7 kwietnia 2017 | ChRL | 8:3 | Korea Północna | Paradice Botany Downs, Auckland |

| Szczegóły      | Szczegóły | Szczegóły       | Szczegóły                                                                | Szczegóły                                                                                   |
| -------------- | --- | --------------- | ------------------------------------------------------------------------ | ------------------------------------------------------------------------------------------- |
| Godzina: 13:00 | Zhang Z. (EQ) 01:57 Zhang C. (EQ) 02:31 Zhang H. (EQ) 07:15 Liu Q. (PP) 12:18 Yang M. (PP) 16:46 Guan T. (EQ) 19:59 Yang M. (PP2) 30:34 Xia T. (SH) 50:47 | (6:1, 1:1, 1:1) | 14:49 (EQ) K. Chol-gwang 23:20 (EQ) K. Chol-gwang 59:59 (PP) K. Kwang-ho | Widzów: 100 Sędzia główny: Chris Deweerdt Sędziowie liniowi: Edward Howard Frederic Monnaie |
| Godzina: 13:00 | 18 min. kar |                 | 22 min. kar                                                              | Widzów: 100 Sędzia główny: Chris Deweerdt Sędziowie liniowi: Edward Howard Frederic Monnaie |

| 7 kwietnia 2017 | Meksyk | 0:1 | Turcja | Paradice Botany Downs, Auckland |

| Szczegóły      | Szczegóły   | Szczegóły       | Szczegóły           | Szczegóły                                                                                   |
| -------------- | ----------- | --------------- | ------------------- | ------------------------------------------------------------------------------------------- |
| Godzina: 16:30 |             | (0:1, 0:0, 0:0) | 17:11 (SH) F. Bakal | Widzów: 100 Sędzia główny: Scott Ferguson Sędziowie liniowi: Chae Young-jin Tyler Haslemore |
| Godzina: 16:30 | 12 min. kar |                 | 35 min. kar         | Widzów: 100 Sędzia główny: Scott Ferguson Sędziowie liniowi: Chae Young-jin Tyler Haslemore |

| 7 kwietnia 2017 | Izrael | 2:5 | Nowa Zelandia | Paradice Botany Downs, Auckland |

| Szczegóły      | Szczegóły                                   | Szczegóły       | Szczegóły | Szczegóły                                                                                  |
| -------------- | ------------------------------------------- | --------------- | --- | ------------------------------------------------------------------------------------------ |
| Godzina: 20:00 | I. Spektor (SH) 18:24 I. Spektor (EQ) 44:56 | (1:3, 0:2, 1:0) | 01:48 (PP) C. Burns 03:31 (EQ) J. Ratcliffe 16:46 (EQ) J. Ratcliffe 27:34 (PP) J. Ratcliffe 36:41 (EQ) P. Heyd | Widzów: 500 Sędzia główny: Kenji Kosaka Sędziowie liniowi: Justin Cornell Sotaro Yamaguchi |
| Godzina: 20:00 | 12 min. kar                                 |                 | 14 min. kar | Widzów: 500 Sędzia główny: Kenji Kosaka Sędziowie liniowi: Justin Cornell Sotaro Yamaguchi |

| 9 kwietnia 2017 | Turcja | 2:7 | ChRL | Paradice Botany Downs, Auckland |

| Szczegóły      | Szczegóły                               | Szczegóły       | Szczegóły | Szczegóły                                                                                 |
| -------------- | --------------------------------------- | --------------- | --- | ----------------------------------------------------------------------------------------- |
| Godzina: 13:00 | F. Bakal (PP) 16:59 F. Bakal (EQ) 53:29 | (1:2, 0:2, 1:3) | 07:30 (PP) Zhang H. 10:09 (EQ) Zhang C. 27:10 (PP) Zhang Z. 39:42 (PP) Zhang C. 43:49 (EQ) Zhang C. 49:59 (EQ) Xiang X. 54:46 (EQ) Zhang H. | Widzów: 100 Sędzia główny: Kenji Kosaka Sędziowie liniowi: Chae Young-jin Tyler Haslemore |
| Godzina: 13:00 | 16 min. kar                             |                 | 14 min. kar | Widzów: 100 Sędzia główny: Kenji Kosaka Sędziowie liniowi: Chae Young-jin Tyler Haslemore |

| 9 kwietnia 2017 | Korea Północna | 2:9 | Izrael | Paradice Botany Downs, Auckland |

| Szczegóły      | Szczegóły                                       | Szczegóły       | Szczegóły | Szczegóły                                                                                   |
| -------------- | ----------------------------------------------- | --------------- | --- | ------------------------------------------------------------------------------------------- |
| Godzina: 16:30 | K. Myong-chol (EQ) 37:13 R. Chol-min (SH) 53:49 | (0:1, 1:6, 1:2) | 12:47 (PP) R. Aharonovich 28:43 (PP) I. Spektor 32:09 (PP) R. Aharonovich 33:06 (EQ) E. Kozhevnikov 34:30 (EQ) E. Klein 35:30 (EQ) E. Klein 35:57 (EQ) M. Kozevnikov 43:26 (PP) E. Klein 57:03 (SH) I. Spektor | Widzów: 100 Sędzia główny: Chris Deweerdt Sędziowie liniowi: Edward Howard Sotaro Yamaguchi |
| Godzina: 16:30 | 30 min. kar                                     |                 | 6 min. kar | Widzów: 100 Sędzia główny: Chris Deweerdt Sędziowie liniowi: Edward Howard Sotaro Yamaguchi |

| 9 kwietnia 2017 | Nowa Zelandia | 4:2 | Meksyk | Paradice Botany Downs, Auckland |

| Szczegóły      | Szczegóły                                                                             | Szczegóły       | Szczegóły                                         | Szczegóły                                                                                    |
| -------------- | ------------------------------------------------------------------------------------- | --------------- | ------------------------------------------------- | -------------------------------------------------------------------------------------------- |
| Godzina: 20:00 | F. Ellis (EQ) 18:52 Ch. Eaden (PP) 19:39 R. Sandoy (EQ) 36:14 J. Ratcliffe (EQ) 55:40 | (2:0, 1:2, 1:0) | 23:54 (EQ) L. De la Vega 38:46 (PP) L. De la Vega | Widzów: 518 Sędzia główny: Gints Zviedrītis Sędziowie liniowi: Nicholas Lee Frederic Monnaie |
| Godzina: 20:00 | 8 min. kar                                                                            |                 | 10 min. kar                                       | Widzów: 518 Sędzia główny: Gints Zviedrītis Sędziowie liniowi: Nicholas Lee Frederic Monnaie |

| 10 kwietnia 2017 | Izrael | 5:0 | Turcja | Paradice Botany Downs, Auckland |

| Szczegóły      | Szczegóły                                                                                                   | Szczegóły       | Szczegóły   | Szczegóły                                                                                   |
| -------------- | --- | --------------- | ----------- | ------------------------------------------------------------------------------------------- |
| Godzina: 13:00 | D. Mazour (EQ) 08:46 J. Greenberg (EQ) 22:03 E. Klein (PP2) 46:16 D. Mazour (PP) 47:11 D. Mazour (PP) 51:49 | (1:0, 1:0, 3:0) |             | Widzów: 101 Sędzia główny: Chris Deweerdt Sędziowie liniowi: Edward Howard Frederic Monnaie |
| Godzina: 13:00 | 14 min. kar                                                                                                 |                 | 14 min. kar | Widzów: 101 Sędzia główny: Chris Deweerdt Sędziowie liniowi: Edward Howard Frederic Monnaie |

| 10 kwietnia 2017 | ChRL | 4:3 | Meksyk | Paradice Botany Downs, Auckland |

| Szczegóły      | Szczegóły                                                                | Szczegóły       | Szczegóły                                                   | Szczegóły                                                                                   |
| -------------- | ------------------------------------------------------------------------ | --------------- | ----------------------------------------------------------- | ------------------------------------------------------------------------------------------- |
| Godzina: 16:30 | Xia T. (PP) 07:46 Liang W. (PP) 18:18 Lu H. (EQ) 35:40 Xia T. (SH) 36:47 | (2:0, 2:3, 0:0) | 26:39 (EQ) C. Gómez 37:55 (PP) M. Colás 39:18 (PP) H. Majul | Widzów: 103 Sędzia główny: Gints Zviedrītis Sędziowie liniowi: Tyler Haslemore Nicholas Lee |
| Godzina: 16:30 | 50 min. kar                                                              |                 | 16 min. kar                                                 | Widzów: 103 Sędzia główny: Gints Zviedrītis Sędziowie liniowi: Tyler Haslemore Nicholas Lee |

| 10 kwietnia 2017 | Nowa Zelandia | 8:1 | Korea Północna | Paradice Botany Downs, Auckland |

| Szczegóły      | Szczegóły | Szczegóły       | Szczegóły                | Szczegóły                                                                                    |
| -------------- | --- | --------------- | ------------------------ | -------------------------------------------------------------------------------------------- |
| Godzina: 20:00 | J. Challis (EQ) 00:57 J. Ratcliffe (EQ) 19:42 R. Ruddle (EQ) 22:24 A. Cox (PP) 26:44 R. Ruddle (PP) 34:12 R. Ruddle (PP) 39:58 J. Challis (EQ) 59:17 A. Hay (EQ) 59:40 | (2:1, 4:0, 2:0) | 15:20 (EQ) K. Chol-gwang | Widzów: 407 Sędzia główny: Scott Ferguson Sędziowie liniowi: Justin Cornell Sotaro Yamaguchi |
| Godzina: 20:00 | 12 min. kar |                 | 16 min. kar              | Widzów: 407 Sędzia główny: Scott Ferguson Sędziowie liniowi: Justin Cornell Sotaro Yamaguchi |

Tabela
| Lp. | Zespół         | M | Pkt | Z | Zd | Pd | P | G+ | G- | +/- |
| --- | -------------- | - | --- | - | -- | -- | - | -- | -- | --- |
| 1   | ChRL           | 5 | 15  | 5 | 0  | 0  | 0 | 29 | 12 | +17 |
| 2   | Nowa Zelandia  | 5 | 12  | 4 | 0  | 0  | 1 | 23 | 11 | +12 |
| 3   | Izrael         | 5 | 9   | 3 | 0  | 0  | 2 | 24 | 14 | +10 |
| 4   | Korea Północna | 5 | 3   | 1 | 0  | 0  | 4 | 18 | 33 | -15 |
| 5   | Meksyk         | 5 | 3   | 1 | 0  | 0  | 4 | 12 | 16 | -4  |
| 6   | Turcja         | 5 | 3   | 1 | 0  | 0  | 4 | 7  | 27 | -20 |

      = awans do II dywizji grupy A       = utrzymanie w II dywizji grupy B       = spadek do III dywizji
Nagrody indywidualne
Dyrektoriat turnieju wybrał trójkę najlepszych zawodników, po jednym na każdej pozycji:
- Bramkarz:  Rick Parry
- Obrońca:  Michael Kozevnikov
- Napastnik:  Zhang Hao